# Hofmark Hofhegnenberg

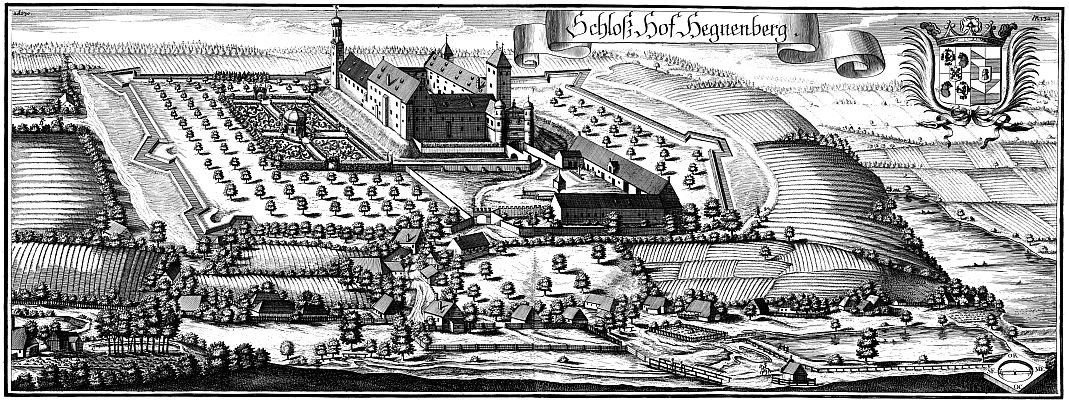
Schloss Hofhegnenberg, Kupferstich von Michael Wening (um 1700)

Die Hofmark Hofhegnenberg war eine geschlossene Hofmark mit Sitz auf Schloss Hofhegnenberg in Hofhegnenberg, heute ein Gemeindeteil von Steindorf im Landkreis Aichach-Friedberg in Bayern.
Im Jahr 1399 verkaufte Arnold d. Ä. von Hegnenberg das herzogliche Lehen mit der Burg an den Friedberger Pfleger Hans den Pflaumdorfer. In der Kaufurkunde wird erstmals der Gesamtumfang der Hofmark festgehalten, der bis ins 19. Jahrhundert unverändert blieb. Zur Hofmark gehörten sieben Dörfer: Hofhegnenberg, Althegnenberg, Hörbach, Hausen, Steindorf, Tegernbach und zeitweise Steinach.
Die Herzöge Johann und Sigismund bestellten 1462 Heinrich Adelzhauser zum Pfleger zu Hegnenberg.
Im Jahr 1542 belehnte Herzog Wilhelm IV. seinen unehelichen Sohn Georg von Hegnenberg mit der Hofmark Hegnenberg. Der um 1511 geborene Georg wurde zum Stammvater der Familie von Hegnenberg-Dux, deren letzter männlicher Spross aus einer Seitenlinie 1902 verstarb.
Die Hofmark wurde 1848 aufgelöst.